# Ludwig Rhesa

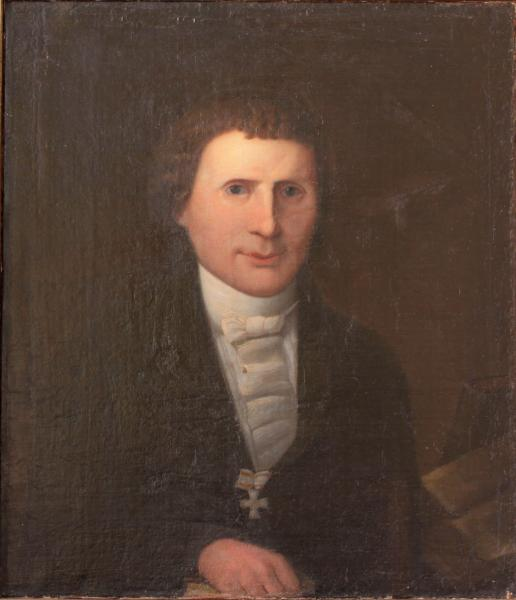
Ludwig Rhesa

Ludwig Jedemin Rhesa (auch Martin Ludwig Rhesa, litauisch Martynas Liudvikas Gediminas Rėza) (* 9. Januar 1776 in Karwaiten; † 30. August 1840 in Königsberg) war Konsistorialrat und evangelischer Theologe und Lituanist in Königsberg. Er gilt als Wegbereiter von Litauens Kultur im deutschen Sprachraum.

## Leben
Als Sohn des Strandaufsehers Reehse in Karwaiten (lit. Karvaičiai) auf der Kurischen Nehrung geboren und gehörte in dem Geburtsdorf zur sprachlichen Minderheit der „Kuren“ (im 19. Jahrhundert Nehrungskuren genannt, deren Sprache Nehrungskurisch dem Lettischen nahesteht), identifizierte sich selbst aber trotz geringer Verständlichkeit zwischen Nehrungskurisch und Litauisch in seiner Autobiographie, dass er „vom litauischen Geschlecht stamme“. Er ging zum Theologiestudium nach Königsberg (Preußen). Dort war er Stipendiat im Kypkeanum und änderte die Schreibweise seines Namens in Rhesa. Zunächst Garnisonsprediger im Fort Friedrichsburg, wurde er 1810 Professor und Direktor des litauischen Seminars an der Albertus-Universität Königsberg. Er sammelte und übersetzte litauische Gedichte und Dainos (Volkslieder). 
Im Deutschen bekannt geworden sind vor allem die Jahreszeiten von Christian Donalitius. Rhesa erhielt dazu die Textabschriften von Pastor Johann Gottfried Jordan aus Walterkehmen. Dieser hatte das Manuskript von der Witwe Anna Regina Donaleit, geborene Ohlefant erhalten. Es stand ihm ebenfalls eine Abschrift des Pastors Johann Friedrich Hohlfeldt aus Gerwischkehmen zur Verfügung. Bedingt durch Anforderung als Professor und die Kriege Napoleons konnte Rhesa erst 1818 sein Buch Das Jahr in vier Gesängen herausgeben.
Zur Zeit der Napoleonischen Kriege gab Rhesa das Buch Prutenia, Preußische Volkslieder, worin er auch seiner Königin gedenkt.
Rhesa ist ein Nachschlagewerk zu den evangelischen Predigern in West- und Ostpreußen zu verdanken.
Testamentarisch hinterließ er sein Vermögen, der Rhesianischen Stiftung für ein Studentenheim Rhesianum nach dem Vorbild des von ihm besuchten Kypkeanums. Das Rhesianum wurde 1854 im Königsberger Stadtteil Mittelhufen gebaut.
Zu seinem 200. Geburtstag wurde nahe dem im Nehrungssand untergegangenen Geburtsort Karwaiten ein Holzdenkmal errichtet.

## Schriften (Auswahl)
- L. J. Rhesa, Christian Donaleitis: Das Jahr in vier Gesängen. Königsberg 1818  (Google Books).
- Kurzgefaßte Nachrichten von allen seit 1775 an den evangelischen Kirchen in Ostpreußen angestellten Predigern. Paschke, Königsberg 1834 (Google Books).